# Уједињена социјалистичка партија Венецуеле
Уједињена социјалистичка странка Венецуеле (шп. Partido Socialista Unido de Venezuela) владајућа је политичка странка у Венецуели. То је највећа левичарска странка у Латинској Америци и читавој западној хемисфери. Године 2018, имала је преко 6,3 милиона чланова.
Основана је 24. марта 2007. године у Каракасу.
Странка је предводница Боливарске револуције у Венецуели.
Лидер странке од оснивања до своје смрти 5. марта 2013. године је био председник Венецуеле, Уго Чавез. А након његове смрти страначко лидерство је преузео нови председник Венецуеле, Николас Мадуро.

## Политике
Странка промовише политику чавизма, те комбинује поједине елементе политичке партиципативне демократије, економског социјализма, левог популизма, патриотизма, интернационализма боливаризма, феминизма, зелене политике, те политике интеграције Латинске Америке и Кариба.